# Condica
Condica là một chi bướm đêm thuộc họ Noctuidae.

## Các loài
- Condica abstemia (Guenée, 1852)
- Condica agnata (Felder, 1874)
- Condica albigera Guenée, 1852
- Condica albigutta (Wileman, 1912)
- Condica albolabes (Grote, 1880)
- Condica albomaculata (Moore, 1867)
- Condica albopicta (Graeser, 1892)
- Condica andrena (Smith, 1911) (đồng nghĩa: Condica funeralis (Hill, 1924)
- Condica aroana (Bethune-Baker, 1906)
- Condica atricuprea (Hampson, 1908)
- Condica atricupreoides (Draeseke, 1928)
- Condica begallo (Barnes, 1905)
- Condica capensis (Guenée, 1852)
- Condica claufacta (Walker, 1857) (đồng nghĩa: Condica cervina Smith, 1900)
- Condica cinifacta (Draudt, 1950)
- Condica circuita (Guenée)
- Condica concisa Walker, 1856
- Condica conducta (Walker, [1857])
- Condica confederata (Grote, 1873)
- Condica cupentia (Cramer, [1779])
- Condica cyclica Hampson, 1908
- Condica cyclioides (Draudt, 1950)
- Condica discistriga Smith, 1894
- Condica dolorosa (Walker, 1865)
- Condica egestis (Smith, 1894)
- Condica enigmatica (Turati & Krüger, 1936)
- Condica fuliginosa Leech, 1900
- Condica griseata (Leech, 1900)
- Condica hippia (Druce, 1889)
- Condica hypocritica Dyar, 1907
- Condica ignota (Barnes & Benjamin, 1924)
- Condica illecta (Walker, 1865)
- Condica illustrata Staudinger, 1888
- Condica leucorena (Smith, 1900)
- Condica lineata (Druce, 1889)
- Condica lunata (Barnes & McDunnough, 1916)
- Condica mersa Morrison, 1875
- Condica mobilis (Walker, [1857])
- Condica morsa (Smith, 1907)
- Condica orta Barnes & McDunnough, 1912
- Condica palaestinensis Staudinger, 1894
- Condica pallescens Sugi, 1970
- Condica paraspicea Joannis, 1928
- Condica parista (Schaus, 1921)
- Condica parva (Leech, 1900)
- Condica pauperata (Walker, 1858)
- Condica praesecta (Warren, 1912)
- Condica proxima Morrison, 1876
- Condica punctifera (Walker, [1857])
- Condica pyromphalus (Dyar, 1913)
- Condica revellata (Barnes & Benjamin, 1924)
- Condica roxana Druce, 1898
- Condica roxanoides Angulo y Olivares, 1999
- Condica scherdlini (Oberthür, 1921)
- Condica serva (Walker, 1858)
- Condica subaurea (Guenée, 1852)
- Condica sublucens (Warren, 1912)
- Condica subornata (Walker, 1865)
- Condica sutor (Guenée, 1852)
- Condica temecula (Barnes, 1905)
- Condica tibetica Draudt, 1950
- Condica vacillans (Walker, 1858)
- Condica vecors Guenée, 1852
- Condica videns Guenée, 1852
- Condica violascens Hampson, 1914
- Condica viscosa (Freyer, 1831)

## Hình ảnh

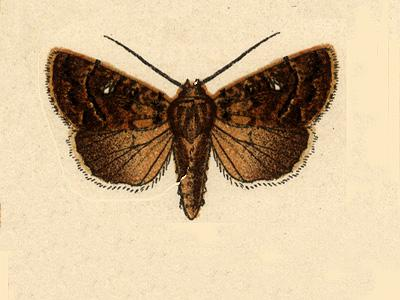
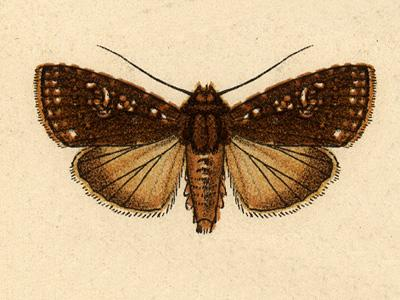